# Полёт Солакова

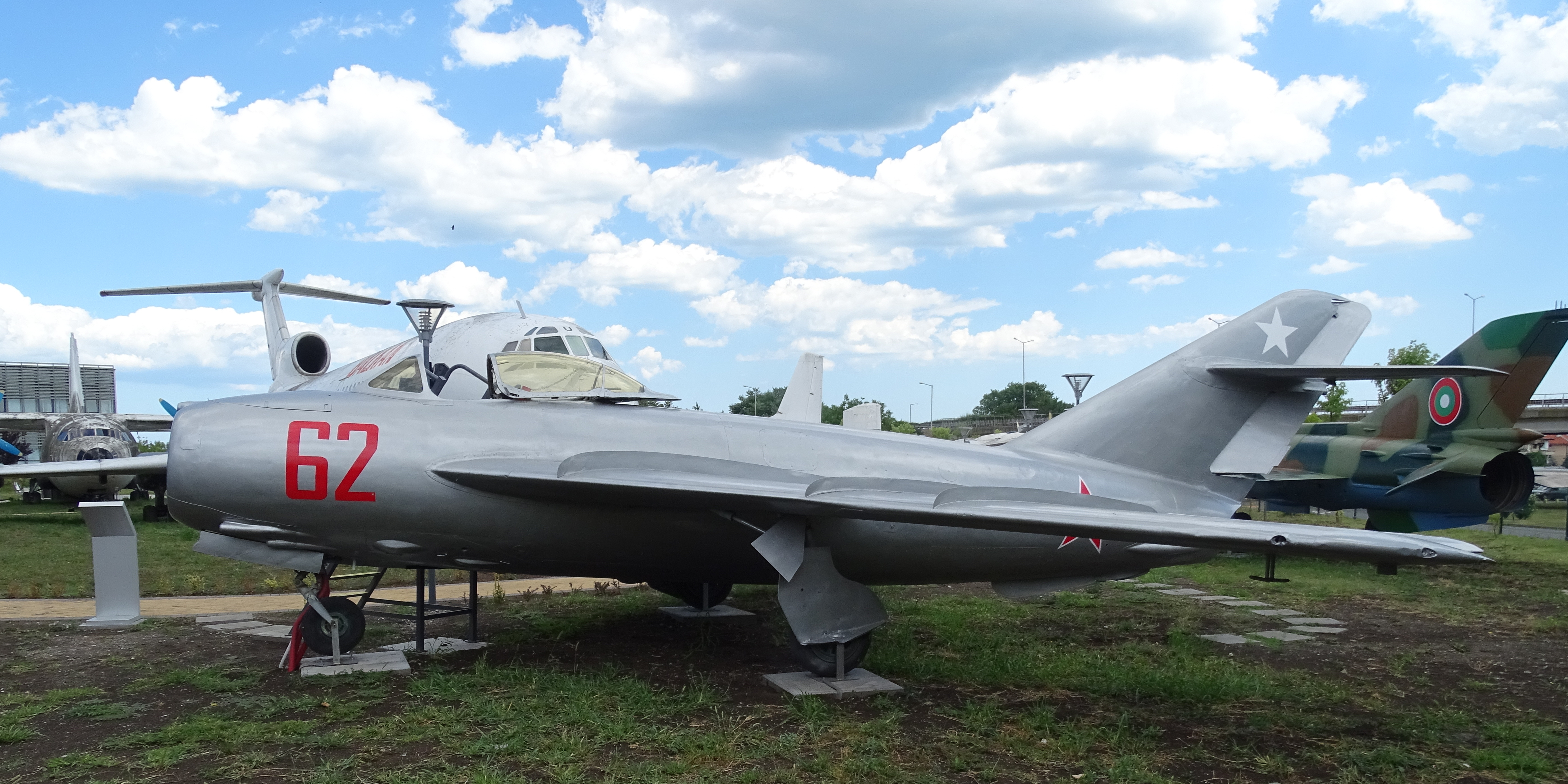
МиГ-17

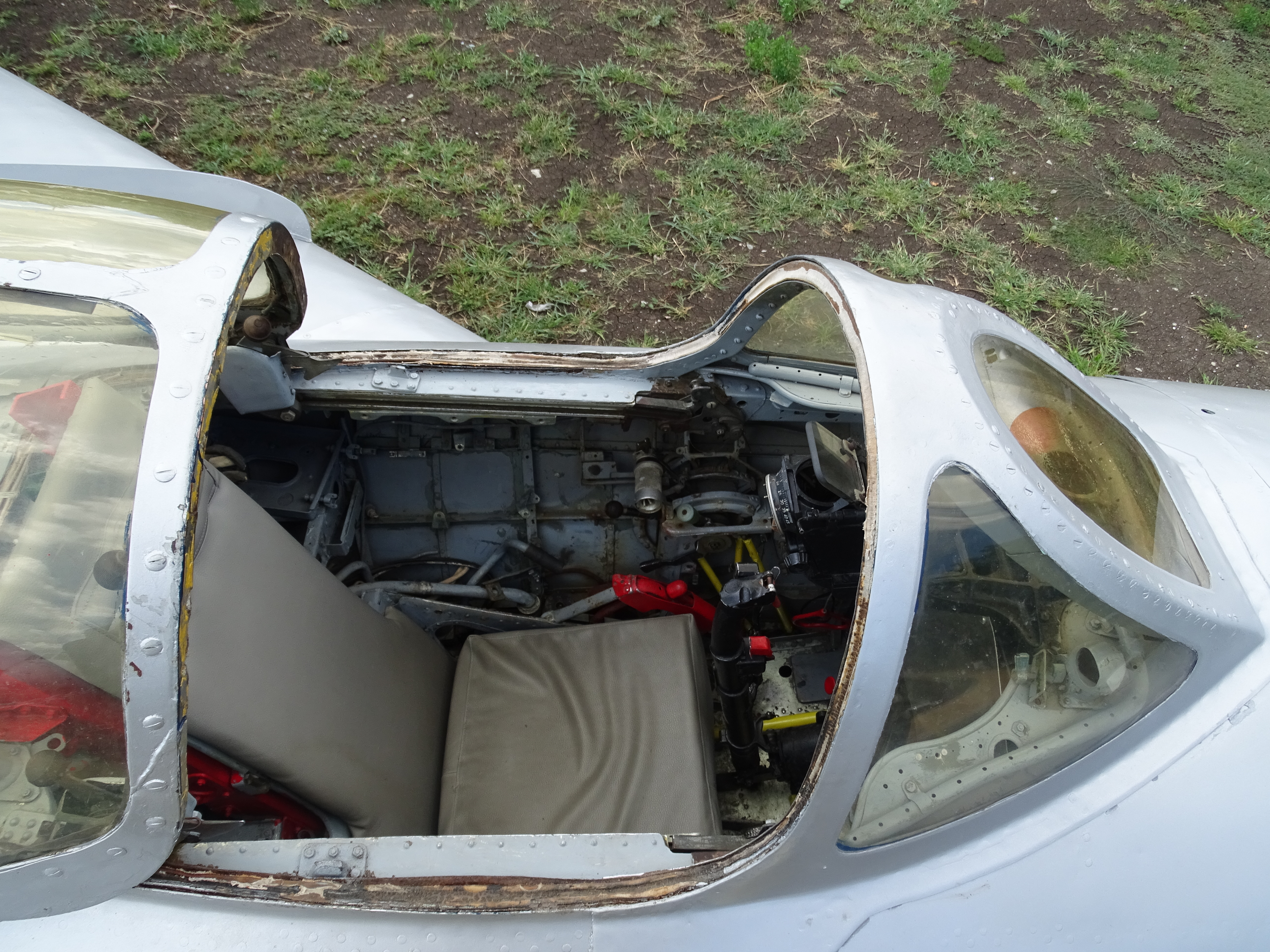
Кабина МиГ-17 и кресло пилота

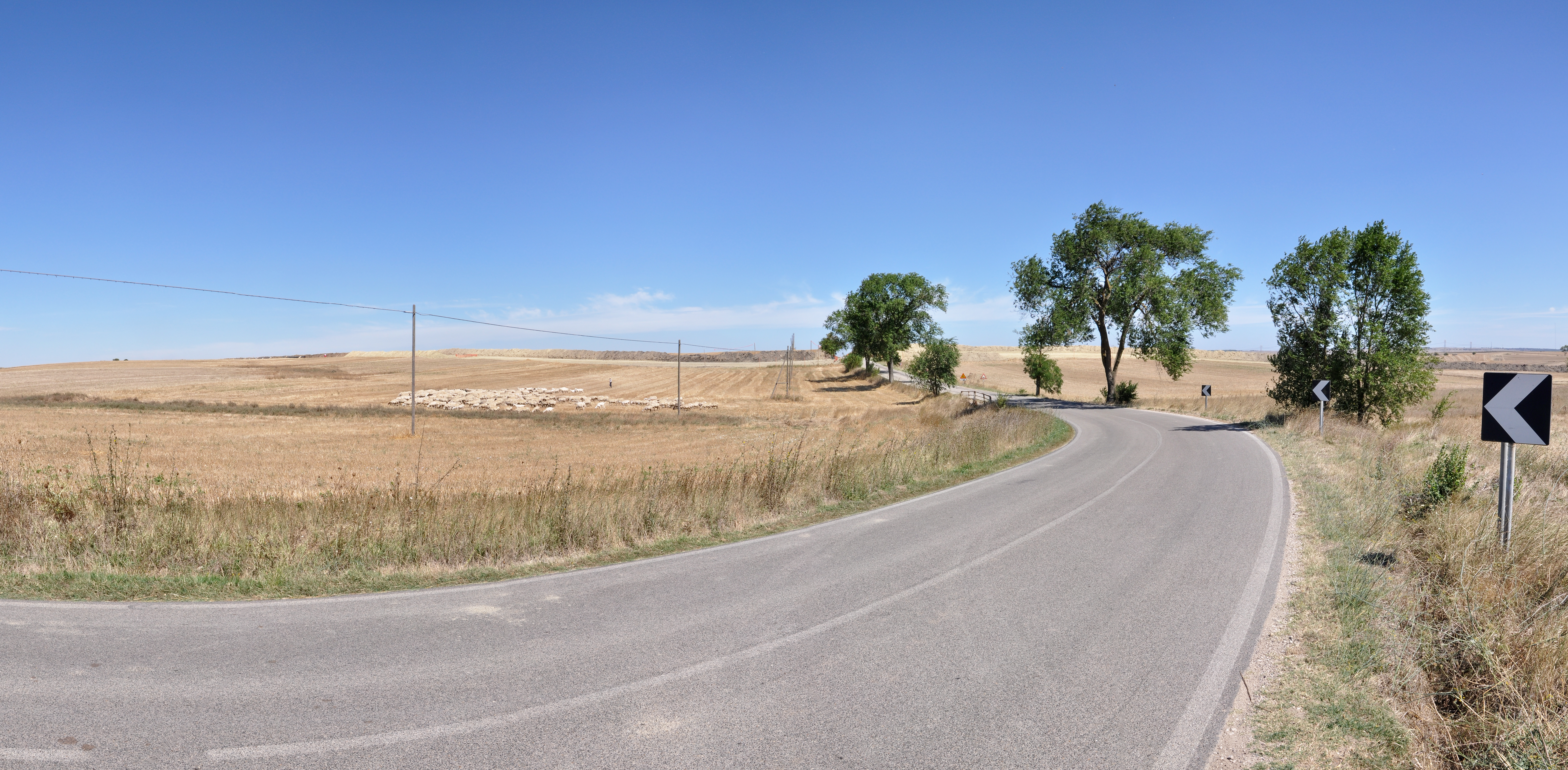
Ландшафт в районе случившегося происшествия

20 января 1962 года (в субботу) днём на поле около засекреченной ракетной базы НАТО Джоя-дель-Колле (пункта базирования американских БРСД «Юпитер», по разным данным на расстоянии от 0,55 до 9,6 км), расположенной в одноимённой коммуне в Италии, совершил аварийную посадку (с повреждением летательного аппарата в процессе приземления) МиГ-17 советского производства из состава 2-го авиаотряда 11-й истребительной разведывательной авиагруппы ВВС Болгарии с бортовым номером «22» (на рулевых поверхностях киля самолёта стояло число «8434») и разведаппаратурой на борту, пилотируемый мл. лейтенантом Милушем Солаковым (в иных изданиях его ошибочно назвали Соларковым), 22 лет. Кроме разведаппаратуры самолёт был оснащён одной 37-мм и спаренной 23-мм авиапушками с полным боекомплектом. Первоначально в прессе циркулировала неподтверждённая информация о том, что разбился самолёт МиГ-19, впоследствии эти сведения были опровергнуты. В связи со случившимся, итальянское правительство заявило ноту протеста в адрес болгарского правительства. 
Расследованием инцидента занималась комиссия министерства обороны Италии и гражданские ведомства при участии местных органов муниципальной власти.
Представитель регионального управления ЦРУ США в Италии прибыл на место происшествия в течение двадцати минут с момента аварии и осмотрел его до того, как итальянская полиция оцепила место происшествия. Другие граждане США к осмотру места происшествия более не допускались.
3 января 1963 года с лётчика были сняты обвинения в шпионаже, 4 января лётчик по его собственной просьбе был репатриирован обратно в Болгарию при до сих пор невыясненных обстоятельствах.

## Обстоятельства случившегося
Итальянское правительство распорядилось провести расследование обстоятельств инцидента на предмет акта нарушения воздушного пространства иностранным летательным аппаратом с целью сбора разведывательных данных. 
 
По заявлениям итальянских официальных лиц — делая облёт указанного стратегического военного объекта (ракетной базы), самолёт совершил два захода над ним на малой и предельно малой высоте, которые были зафиксированы наземными радиолокационными станциями. 
В ходе второго захода самолёт зацепил законцовкой крыла верхушку оливкового дерева и врезался в землю (перед столкновением с грунтом пилоту удалось компенсировать допущенную ошибку, выровнять траекторию полёта перед ударом и избежать крушения), катапультироваться он не успел или же не пытался за отсутствием времени. Во время столкновения кабина разбилась, пилота выбросило за её пределы, в ходе происшествия он перенёс перелом ключицы и предположительно перелом костей черепа, прибывшие к месту происшествия лица обнаружили его в бессознательном состоянии. По документам, найденным при пилоте, удалось идентифицировать его личность, государственную принадлежность и принадлежность к конкретной военной части. Первоначально его поместили в городской госпиталь в близлежащем Аквавива-делле-Фонти, но после прихода в себя и восстановления его перевели на закрытый военный объект в Бари. Кроме личных документов, при нём была обнаружена подробная план-схема местности района Джоя-дель-Колле и крупная сумма наличности в советских рублях.
Тем временем, в официальном издании Итальянского института международных отношений о пилоте сообщили его полное имя: Милуш Киров Солаков, дату и место рождения: он родился 13 февраля 1939 года в Пловдиве, семейное положение: не женат.
Согласно данным, полученным с наземных радиолокационных станций, сопровождавших нарушителя, авиазвено в составе девяти самолётов взлетело с Габровницкой авиабазы, расположенной вблизи одноимённого населённого пункта и в 11 км от приграничного н. п. Берковица в западной части страны, вблизи болгарско-югославской границы, пересекло югославское и албанское воздушное пространство, после чего разделилось на две подгруппы, пять повернули обратно, а четыре самолёта пролетели ещё 209 км над Адриатическим морем на высоте около 12 км. Долетев до итальянского побережья, звено повернуло обратно, где от него отделился один самолёт, который не менял направления полёта и снизился до малой высоты, стремясь быть ниже радиолокационного горизонта, чтобы избежать обнаружения РЛС, и продолжил полёт на малой высоте вглубь итальянской территории, преодолев береговую линию Апеннинского полуострова в 13:30 по местному времени. Ориентировочное расстояние по прямой от точки взлёта до точки падения в оба конца (если предположить, что пилот собирался возвращаться обратно) составляет около 720 воздушных миль или 1160 км, что превышает полётный радиус самолётов типа МиГ-17 без дополнительных топливных баков.
Болгарская сторона последовательно отстаивала версию случайного пересечения Солаковым итальянской воздушной границы. Как только стало известно о произошедшем инциденте, 21 января болгарские официальные власти заявили, что пилот «сбился с курса» из-за плохих погодных условий и вместо требуемого маршрута перелетел через Балканы и Адриатику, и вообще не мог находиться в итальянском воздушном пространстве для сбора разведданных методом воздушной разведки, потому что полётный радиус МиГ-17 не позволяет ему выполнять разведывательные задачи на таком удалении от аэродрома взлёта, на основании чего они потребовали возвращения пилота и самолёта. Одновременно с этим, 23 января Болгарское телеграфное агентство обвинило западную прессу в искажении фактов. На следующий день этот же материал повторили ТАСС и советская газета «Известия». Болгарская сторона настаивала на том, что Солаков не мог выполнять разведывательных задач в Италии, поскольку это очень молодой и посредственно подготовленный лётчик, и что при нём не было навигационной карты или данных, необходимых для полётов над итальянской территорией..
В ходе столкновения с грунтом самолёт лишился части крыла и получил ряд других повреждений, но фюзеляж в целом был практически неповреждённым (за исключением его нижней части, на которую пришлась основная нагрузка от удара о землю). На борту самолёта находилась фото- и видеозаписывающая аппаратура, которая также была в целости (по данным Daily Mail, самолёт был оснащён аппаратурой высотной разведки с достаточным разрешением камеры для съёмки с высоты, то есть для получения качественных изображений местности ему не требовалось снижаться). Плёнка была извлечена для проявки и экспертизы, результаты которой итальянские власти оглашать отказались, сославшись на государственную и военную тайну. Согласно итальянскому уголовному законодательству (ст. 260 ч. 2 Уголовного кодекса Италии), пилоту в случае вынесения обвинительного приговора за шпионаж грозило заключение сроком до 30 лет. 
Формальные обвинения были предъявлены 1 февраля, тогда же к делу подключились гражданские следственные органы. В пользу разведывательного полёта свидетельствовали не только наличие разведаппаратуры и «большого количества топлива», но также такие обстоятельства, как достаточное количество аэродромов с взлётно-посадочными полосами в районе инцидента, на которые при необходимости можно было безаварийно посадить самолёт, и неиспользование пилотом возможности катапультироваться. Инцидент пришёлся очень кстати для усиления нажима правых и центристских партий на левых в итальянском политикуме на волне разразившегося шпионского скандала (рассматривавшегося на Западе как вендетта за показательный процесс над Гари Пауэрсом в СССР после схожего инцидента под Свердловском), что было особенно актуально после инспирированного коммунистами коррупционного скандала, связанного с крупными «откатами» министру обороны Италии Джулио Андреотти, состоявшему в партии христианских демократов, и другим высшим должностным лицам при строительстве международного аэропорта Фьюмичино, консерваторы и политические деятели правого толка попытались извлечь из произошедшего все возможные политические дивиденды.
В западных газетах разбившийся МиГ-17 преподносился как «коммунистический U-2» по аналогии с U-2, который был сбит под Свердловском. В некоторых газетах даже начали выдвигаться гипотезы о перспективах обмена Солакова на Пауэрса. Поскольку произошедший инцидент, а точнее его освещение в западных СМИ, могли сорвать тщательно спланированную и готовившуюся на протяжении длительного времени руководством ЦРУ и Совета национальной безопасности США акцию по обмену содержащегося в советской тюрьме Пауэрса на разоблачённого в США советского разведчика Рудольфа Абеля, высокопоставленные представители администрации Кеннеди по вопросам национальной безопасности распорядились, во-первых, отложить отъезд главного переговорщика с советской стороной Джеймса Донована в Западный Берлин (что отсрочило намеченный на январь 1962 года американо-советский обмен заключёнными на «мосту шпионов»), во-вторых, начать кампанию мягкой дезинформации в СМИ, в частности, что на болгарском самолёте не было разведывательной аппаратуры и что это не разведывательный самолёт (чтобы отсечь всякие аналогии со сбитым U-2). В результате Доновану пришлось ждать ещё полторы недели, после чего он вылетел в Берлин в конце января, обмен Пауэрса на Абеля состоялся не 20-21 января как планировалось, а 10 февраля. В феврале была оглашена официальная позиция американских властей: Несмотря на все разговоры о шпионском характере состоявшегося полёта, они склоняются к версии, что болгарский лётчик в действительности является перебежчиком.

## Расследование

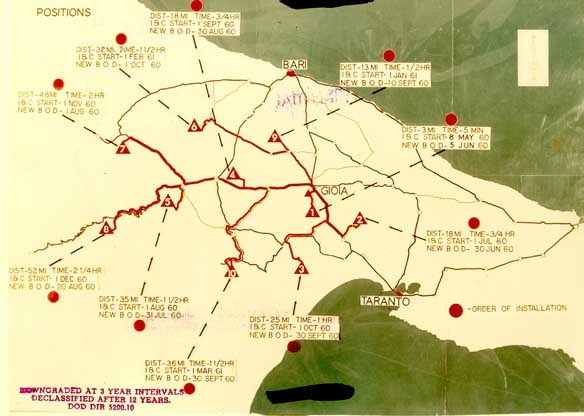
Рассекреченная в 1974 году карта дислокации американских ракет «Юпитер» в провинции Бари, база Джоя-дель-Колле в центре

Итальянская сторона настаивала на том, что полёт происходил в дневное время при ясной и безоблачной погоде. Были ли у самолёта дополнительные топливные баки, начальник пресс-службы министерства обороны Италии полковник Франческо Кароли оглашать отказался, уклончиво заявив, что на самолёте было обнаружено «большое количество топлива, которое позволяло осуществить полёт на дальнее расстояние», хотя указанная деталь при условии её конкретизации (да/нет) могла бы опровергнуть официальную болгарскую версию инцидента. После прихода в сознание Солаков давал путаные показания, а также сообщил, что сбежал из Болгарии по политическим причинам, так как несогласен с текущим политическим режимом, добавив, что возвращаться не желает, запросил итальянские власти о предоставлении ему политического убежища. Также пилот попросил не устраивать ему положенную в таких случаях встречу с болгарскими дипломатическими представителями в Италии. Ему приписывают фразу: «Я выбираю свободу».
В коммюнике министерства обороны Италии от 25 января официально опровергалась версия побега, на которой настаивал Солаков, запросивший политического убежища (таким образом, от имени итальянского правительства в неявной форме был заявлен отказ в предоставлении убежища лётчику). В том же коммюнике заявлялось, что «налицо подлинный случай ведения воздушной разведки». В тот же день итальянское новостное агентство ANSA сообщило, что в самолёте была найдена карта с указанием баз НАТО в южной Италии, хотя по неподтверждённым оценкам неназванных сторонних наблюдателей некоторые данные на карте были неточными. Солакову вменялся шпионаж в пользу СССР.
Несмотря на то, что разбирательство было начато военными властями, дело было определено для рассмотрения гражданскими судебными властями Бари, — итальянская сторона объяснила это тем, что в мирное время все дела, включая дела о шпионаже, рассматриваются на общих основаниях, судами общей юрисдикции, кроме того поскольку самолёт упал на территории провинции Бари, то и рассмотрением вопроса по территориальной юрисдикции должны заниматься местные судебные органы. К тому времени в новостях уже наполовину «скостили» грозившее Солакову наказание, согласно материалам СМИ со ссылкой на заявления официальных властей, ему грозило уже не 30, а 15 лет лишения свободы. 25 января было заявлено, что суд назначен на март, но впоследствии методично откладывался на протяжении нескольких месяцев.
1 февраля было окончено дознание, проводившееся следственной группой карабинеров (военная контрразведка), по итогам которого карабинерами был представлен соответствующий рапорт, Солаков был формально арестован (продолжая при этом находиться в лечебных учреждениях).. 23 февраля состоялся следственный эксперимент с восстановлением картины инцидента на земле в районе произошедшей аварии, куда был привезён пилот.
Национальной телекомпанией RAI-Televisione вскоре был снят телевизионный документальный фильм о случившемся.

## Освобождение

Милуш Солаков вскоре после освобождения

После выздоровления и выписки из госпиталя Солаков провёл следующие три квартала 1962 года в тюрьме. Обвинения в выполнении разведывательного полёта были сняты итальянской стороной по неназванным причинам. Было ли это результатом дипломатических договорённостей, остаётся неизвестным. Обстоятельства судебного расследования были следующими: Обнаруженный при Солакове в момент осмотра его вещей документ, — план-схема местности в районе ракетной базы с визуальными ориентирами и другими условными обозначениями, — указывал на то, что данному полёту предшествовала серьёзная подготовка и пилоту хорошо было известно о разведываемом объекте. Когда в ходе закрытого судебного слушания Солакова попросили рассказать, что это за схема, он сказал, что это схема спортзала в Софии, в котором он когда-то занимался. Следственный судья Фердинандо Альтерио совершенно серьёзно направил официальный запрос в Софию, с просьбой уточнить характер документа, — оттуда пришли подтверждения, что это действительно просто эскиз спортзала. Этого неоспоримого доказательства было достаточно для судьи, чтобы закрыть вопрос об ответственности Солакова за вменяемый ему шпионаж. В одной из центральных газет L’Unità вышла статья «Nel ridicolo il volo-spia di Andreotti» с разгромным материалом в адрес министра обороны Италии, на которого возлагалась ответственность за произошедшее, сам же он в своих мемуарах отрицает свою причастность к принятому келейно высшим руководством страны решению об освобождении Солакова.
3 января 1963 года следственный судья Фердинандо Альтерио освободил Солакова из-под стражи, в тот же день он отправился в Рим на поезде вместе с официальными представителями болгарского посольства, которые убедили его подать прошение о репатриации. 4 января он прибыл в Рим, сразу проследовав вместе с сопровождавшими его дипломатическими сотрудниками на автомобиле с болгарскими дипломатическими номерами в здание посольства. Перед отъездом его в Болгарию в тот же день на вокзале в Риме состоялась короткая встреча его с прессой, на которой он заявил, что незамедлительно отправляется в Болгарию, отказавшись давать какие-либо комментарии и отвечать на вопросы журналистов.
Впоследствии, итальянский хирург, бывший лечащим врачом Солакова в период пребывания того в медицинских учреждениях, запросил болгарские власти о предоставлении въездной визы, чтобы встретиться с Солаковым в Болгарии и выяснить восстановился ли тот от полученных травм (в научных целях, для контроля качества применявшихся терапевтических средств и методов), в чём ему было отказано болгарским правительством.
После того как Солаков вернулся в Болгарию, 8 февраля 1963 года Политбюро Болгарской коммунистической партии проголосовало за то, что считает «целесообразным прекратить предварительное расследование в отношении бывшего лётчика». Министру национальной обороны рекомендуется изменить порядок увольнения, а главному политическому департаменту БНА разъяснить офицерам причины, по которым Солаков не был привлечён к ответственности.
Солаков предпринял вторую попытку бежать через Югославию в Католину в сентябре 1968 года. Он и его два сообщника были схвачены и подвергнуты допросам следователем государственной безопасности. На этих допросах он снова рассказывает подробности своего побега в Италию 6 годами ранее.
После второй попытки сбежать, 3 декабря 1968 года, Солакова приговорили к 3 годам лишения свободы, но 1 февраля 1969 года Верховный суд сократил срок до 2 лет.
Вскоре после того, как он был освобождён из тюрьмы, в августе 1970 года, Милуш и его брат Георгий предприняли третью, но на этот раз успешную попытку незаконного пересечения границы.
Случайно или намеренно, в 1978 году ему был назначен агент государственной безопасности. 6 апреля агент написал заявление о том, что к середине 1977 года у Солакова была пиццерия в Торонто, а затем он переехал в Ванкувер.

## Выявленные проблемы
Полёт Солакова вскрыл целый ряд пробелов в системе обеспечения безопасности воздушного пространства стран НАТО. Сам по себе этот случай наглядно продемонстрировал уязвимость стартовых позиций ракет «Юпитер» к перспективе практически беспрепятственного налёта иностранных боевых самолётов. Президент американской аналитической корпорации Scientific Analysis Corp. Нокс Чарлтон Блэк, в прошлом главный научный консультант Европейского командования Вооружённых сил США, комментируя в Нью-Йорке данный инцидент, заявил, что сбить нарушителя воздушного пространства помешали фундаментальные просчёты в организации взаимодействия звеньев системы противовоздушной обороны НАТО, — дело в том, что ракетная база, как и всякий другой стратегический объект НАТО, имела по периметру комплексы ПВО с американскими расчётами, дежурившие на позициях. Открыть огонь по нарушителю им помешала необходимость согласования данной меры с итальянским военным командованием и связанная с этим бюрократическая волокита. Также по его утверждению, силы ПВО США в Италии могли сбить МиГ-17 четыре раза до того, как произошла авария, если бы не существующие процедуры межнационального и внутриармейского согласования. Кроме того, существовали немаловажные просчёты в координации на уровне штабов и верховного командования НАТО, — так, по словам того же Блэка, высокопоставленный офицер штаба НАТО, ответственный за размещение средств ПВО в союзнических странах, даже не был поставлен в известность относительно существования американских ракетных баз в Италии.
Произошедший случай привлёк интерес прессы к ранее секретной военной базе и выявил проблемы, существовавшие на уровне межгосударственных отношений США и Италии в сфере военного и политического сотрудничества. Располагавшаяся в деревенской местности, эта ракетная база считалась местом своеобразной «ссылки» (почти что Африкой) для военных и была наименее желаемым местом службы как в среде американских, так и среди итальянских военных. Высокопоставленный американский офицер, оценивая боевую готовность американских «Юпитеров» в Италии, констатировал, что только 60 % личного состава расчётов в состоянии запустить ракеты в течение пятнадцати минут с момента получения соответствующего боевого приказа, 20 % в течение получаса и 20 % в течение часа. Итальянские генералы, как и вообще официальные лица с итальянской стороны, не были в курсе относительно наличия ядерных боевых частей у американских ракет, более того, придерживавшееся нейтралистских позиций и не желавшее идти на конфронтацию с кем бы то ни было итальянское правительство наложило вето на запуск «Юпитеров» с итальянской территории, но как выяснилось, американцы смотрели «сквозь пальцы» на решения итальянских властей.